# Anish Kapoor

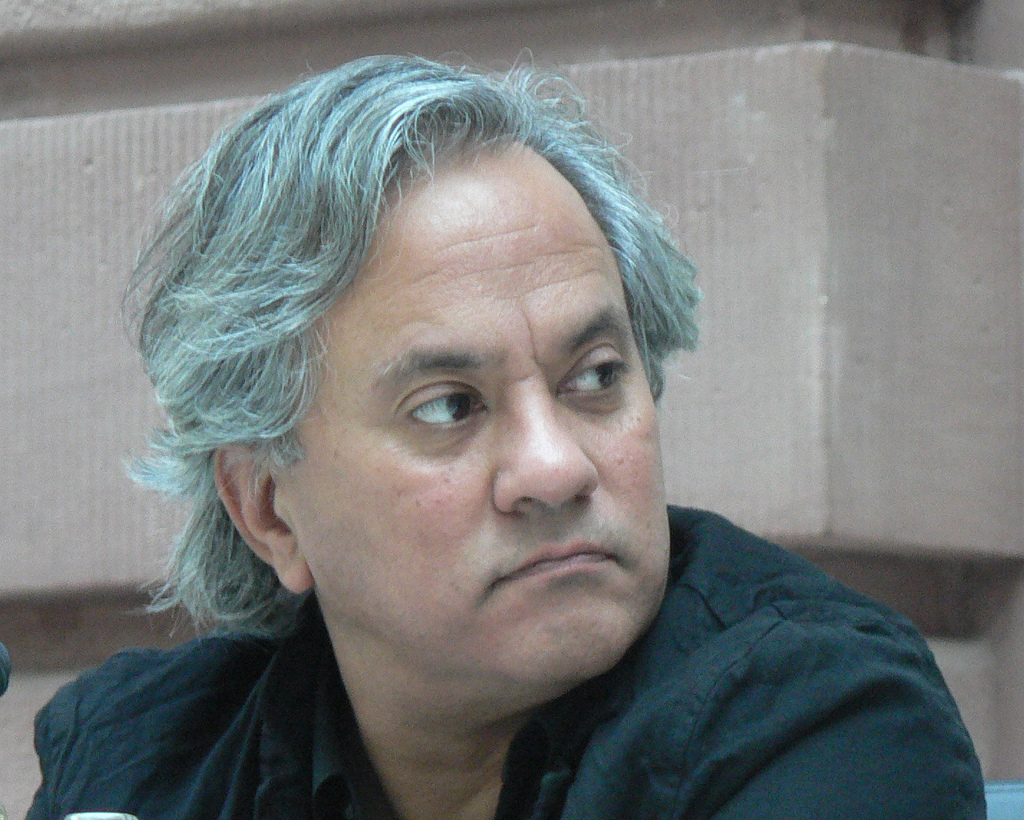
Anish Kapoor in 2008

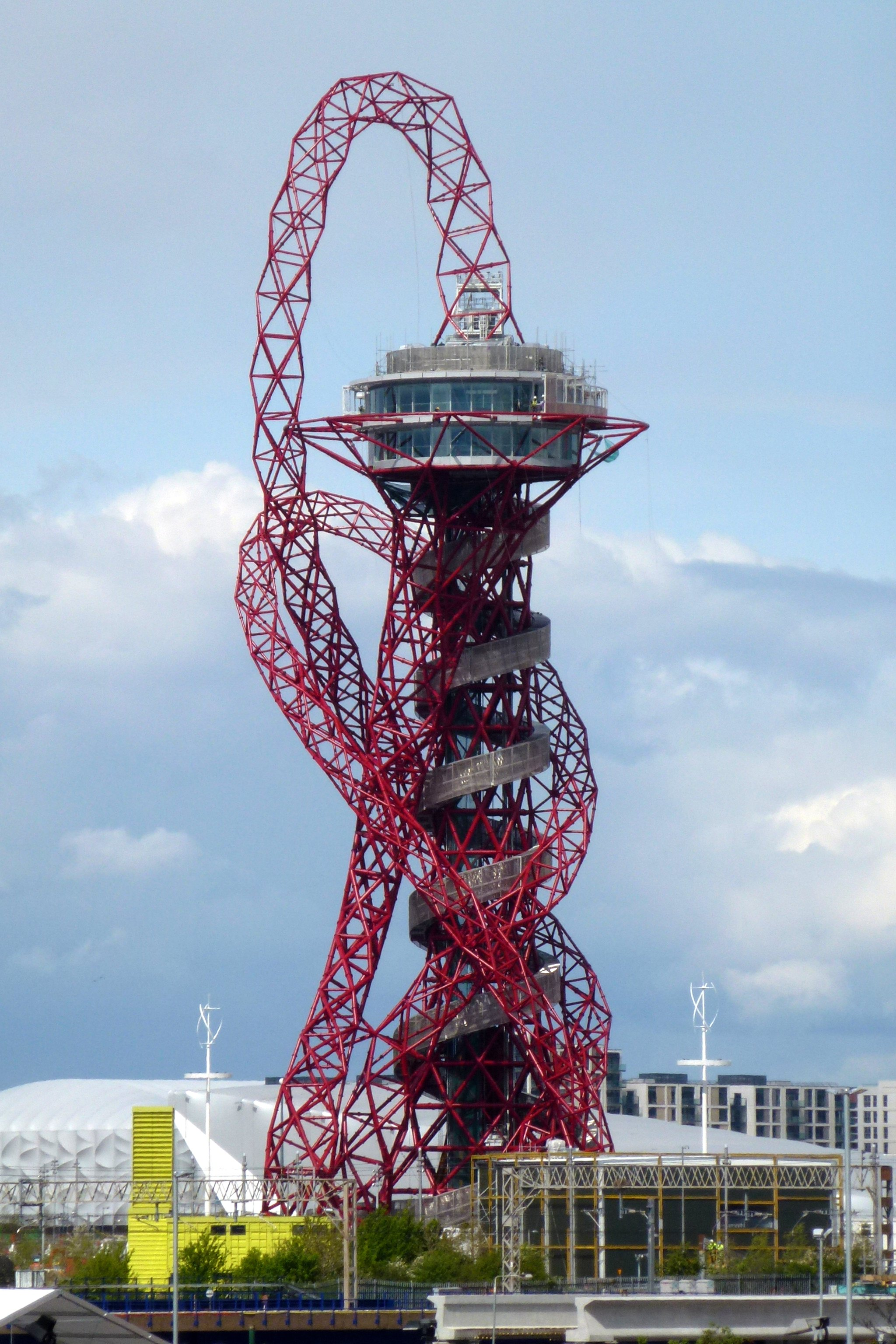
ArcelorMittal Orbit, Olympic Park in Londen, 2012

Anish Kapoor (Bombay, India, 12 maart 1954) is een Brits beeldhouwer.

## Biografie
Anish Kapoor is geboren in Bombay, India, waar hij onderwezen werd op de prestigieuze Doon School in Dehra Dun. In 1972 emigreerde hij naar Engeland, waar hij nog steeds woont.
Anish Kapoor studeerde achtereenvolgens aan het Hornsey College of Art en de Chelsea School of Art and Design. Hij kreeg wereldwijde bekendheid tijdens de Biënnale van Venetië van 1990. Tegenwoordig werkt hij in Londen maar bezoekt India regelmatig. Zijn werk wordt door zowel de westerse als de oosterse cultuur beïnvloed. Andrea Mantegna, Joseph Beuys, Barnett Newman en Yves Klein zijn inspiratiebronnen voor hem.
In 1991 werd hij beloond met de Turner Prize. Anish Kapoor is inmiddels internationaal een van de meest gevraagde kunstenaars.

## Collecties
Kapoors werk is in musea over de wereld te vinden, onder meer in het Museum of Modern Art in New York, Tate Modern in Londen, in de collectie van de Fondazione Prada in Milaan, de Art Gallery of New South Wales in Sydney, het Guggenheim Museum in Bilbao, het Moderna Museet in Stockholm, het 21st Century Museum of Contemporary Art, Kanazawa in Japan, het Israel Museum in Jeruzalem en Museum De Pont in Tilburg.
Museum De Pont, museum voor hedendaagse kunst, was de rijzende ster Anish Kapoor al twintig jaar geleden op het spoor. Naast een tweetal werken die in de architectuur van De Pont zijn geïntegreerd, telt de vaste collectie onder andere nog meerdere sculpturen en enkele schilderijen.
De leegte heeft vele gedaanten, aldus Kapoor, en ook in De Pont zijn verschillende gestalten ervan te vinden. Het betreft werken die in 1992 in twee aangrenzende kabinetten werden geïnstalleerd. In het eerste kabinet bevindt zich Descent into Limbo (Afdaling in het ongewisse). Op enige afstand lijkt het alsof zich op de vloer een ronde zwarte vlek bevindt, maar dichterbij gekomen realiseert men zich aan de rand van een onpeilbaar diep gat te staan. Daarom wordt bij het kunstwerk gewaarschuwd om niet te dicht bij het kunstwerk te komen of erop te gaan staan. In augustus 2018 viel in een museum in Porto een man die deze waarschuwing negeerde in het gat. Hij viel 2,5 meter naar beneden, maar raakte slechts licht gewond. In het kabinet ernaast heerst in eerste instantie slechts duisternis: hier heeft Kapoor de hele ruimte met donkerblauw pigment behandeld. Pas als de ogen gewend zijn aan het weinige licht doemt langzaam een blauwe, vrijzwevende bol op die, hoewel zichtbaar, toch onstoffelijk lijkt.

## Werken
Kapoor werkt veel met grote gebogen spiegelende oppervlakken. Een kunstwerk waar verschillende versies van gemaakt zijn is de Sky Mirror Dit is een schotelvormige spiegel van soms wel tien meter in doorsnee. Hierin is de wereld ondersteboven te zien. In Nederland is bij Museum De Pont op het voorterrein een versie van dit werk te zien. 
Kapoor werkt geregeld samen met Cecil Balmond van het ingenieursbureau Arup. Een van hun recentste ontwerpen is de ArcelorMittal Orbit, een 115 m hoge sculptuur ontworpen voor de Olympische Zomerspelen van 2012 in Londen. Ook voor de Marsyas, een witte kunststof trechter bespannen met rood doek met een lengte van veertig meter, opgehangen tussen een cirkelvormig raamwerk, werkten ze samen. De sculptuur werd in 2002 tentoongesteld in de Turbine Hall van Tate Modern in Londen. Ook de reusachtige kunstinstallatie Tees Valley ontwikkelden zij samen.
Svayambh is een anderhalve meter hoog blok rode was dat over een rails van de ene zaal naar de andere wordt geduwd. Bij elke doorgang laat deze een laagje was achter op de deurposten. Dit kunstwerk, dat ook wel de trein wordt genoemd, was te zien in onder meer de Royal Academy of Arts in Londen.
Turning the World Upside Down, Jerusalem, is een kunstwerk uit 2008. Dit is een vijf meter hoge, zandlopervormige spiegel waarin de omgeving ondersteboven wordt weerspiegeld.
De Cloud Gate is een 13 meter hoge roestvrijstalen, boonvormige spiegel die in het Millennium Park in Chicago staat.
In 2011 toonde hij in het Grand Palais in Parijs een enorme opgeblazen versie van het Leviathanmonster. Dit gevaarte bestaat uit drie delen en is 35 meter hoog. Het is gemaakt van rood doorzichtig pvc en de bezoekers kunnen het werk betreden.